# Département de Gastre
Le département de Gastre est une des 15 subdivisions de la province de Chubut, en Argentine. Son chef-lieu est la localité de Gastre.
Le département a une superficie de 16 335 km2. Sa population était de 1 508 habitants, selon le recensement de 2001 (source : INDEC).

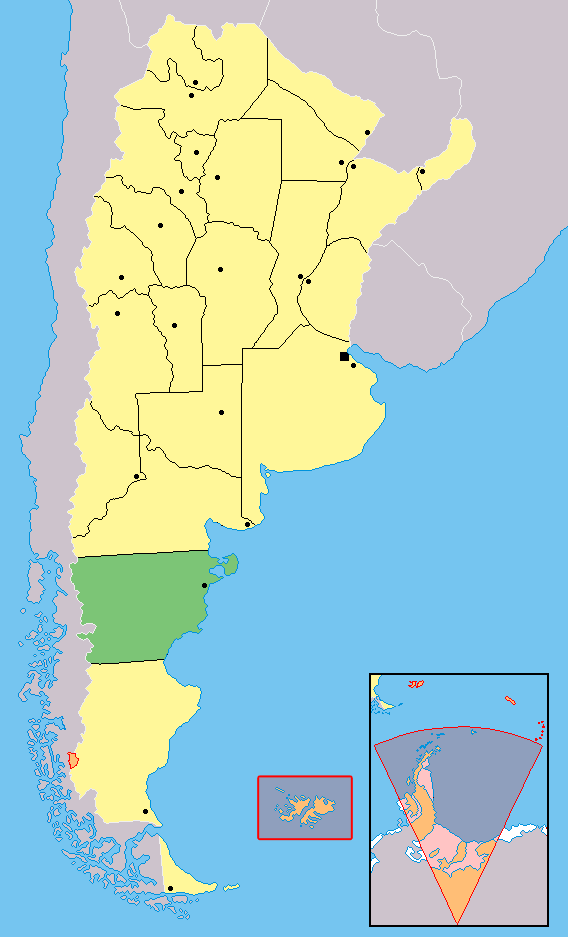
Localisation de la province de Chubut.

## Localités
- Blancuntre
- El Escorial
- Gastre, chef-lieu
- Lagunita Salada
- Sacanana